# Шабва
Шабва (араб. شبوة‎; греч. Σάββαθα — взято из «Географии» Птолемея 6.7.38; лат. Sabbatha — взято из «Натуральной истории» Плиния Старшего; англ. Shabwa) — древний город государства Хадрамаут, затем длительное время его считали мифическим городом до 1935 года, а теперь город-памятник и место археологических раскопок возле одноимённой деревни Шабва. В Шабве было 60 религиозных храмов, и город был административным и религиозным центром древнего государства Хадрамаут до IV века н. э.

## Расположение города

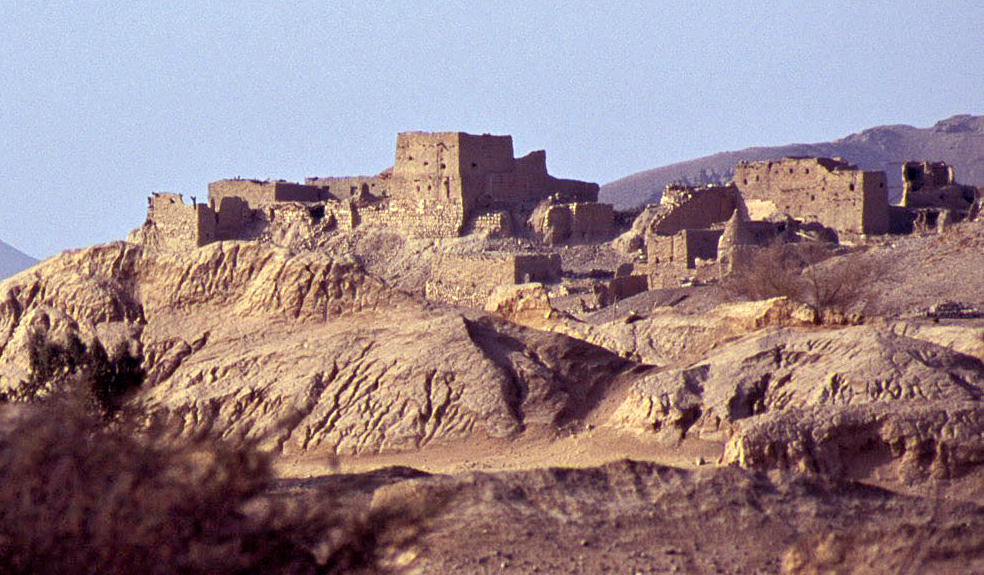
Руины античного города Шабва

Карта юго-западной части Аравийского полуострова в 100 году н. э.

Глубоко, в самых недрах бывшей «страны благовоний» (Хадрамаутское царство), находилась Шабва. Этот древний город был расположен в районе современной деревни Шабва, на выходе Вади Машара (англ. Mashara) к восточному краю пустыни Рамлат-эс-Сабатайн в Йемене, примерно 850 м над уровнем моря. Шабва сегодня — это объект археологических раскопок в Йемене, расположена в 300 км к восток-северо-востоку от Санаа и примерно в 100 км к северу от города Атак — современного административного центра мухафазы Шабва.
Шабву окружают пустыни и безводные, испещрённые дикими ущельями горы. В далекие времена они служили ей защитой от нашествия врагов. Около восьмидесяти храмов нашли себе приют внутри её стен. Войти в Шабву и покинуть её можно было только через одни ворота. Торговля благовониями началась, по-видимому, во 2 тысячелетии до н. э.
Сегодня до Шабвы можно быстро добраться из Адена по асфальтированному шоссе.

## Из истории
Где-то на рубеже VIII и VII веков до н. э. наблюдается миграция жителей, новые жители поселились на территории Хадрамаута. Скорее всего их называли сабеями. Они принесли с собой новые методы строительства, украшения и керамических изделий. Эти пришельцы поселились в существующих поселениях и городах, медленно смешиваясь с местным населением.
В начале VII века до н. э. город был уничтожен мукарибом Сабы. Запись в сабейских текстах показывает важность этой победы для сабейцев. В конце VII или в начале VI века до н. э. Шабва стала столицей Хадрамаутского царства.
Во 2-й половине 20-х годов III века Шабва была разграблена и сожжена войсками сабейского царя Шаира Аутара. В начале IV века Шабва была завоёвана химьяритским царём Шамиром Йухаришем и вошла в состав Химйаритского царства.

## Напути благовоний
Шабва преобрела значение важного торгового центра лишь в начале нашей эры, когда римляне взяли в свои руки морской путь в Индию и тем самым поставили под угрозу торговлю благовониями в прибрежных районах, которая велась через Аден. Поэтому ароматические смолы отныне приходилось доставлять в порт Кани (сегодня это город Бир-Али в Йемене), а оттуда — в Шабву. В Кани шли также благовония из Сомали и Эфиопии. Если начальники верблюжьих караванов отклонялись от установленного маршрута, им грозила смертная казнь. В пустыне разрешено было перемещаться только организованными караванами по строго отмеченным путям. Любое отклонение от этих правил (незарегистрированные караваны, левые дороги и контрабанда) считались самым тяжким преступлением и наказывались смертью. Караваны были жизненным источником для Шабвы. Поэтому только одни ворота был отведены для создания каравана.

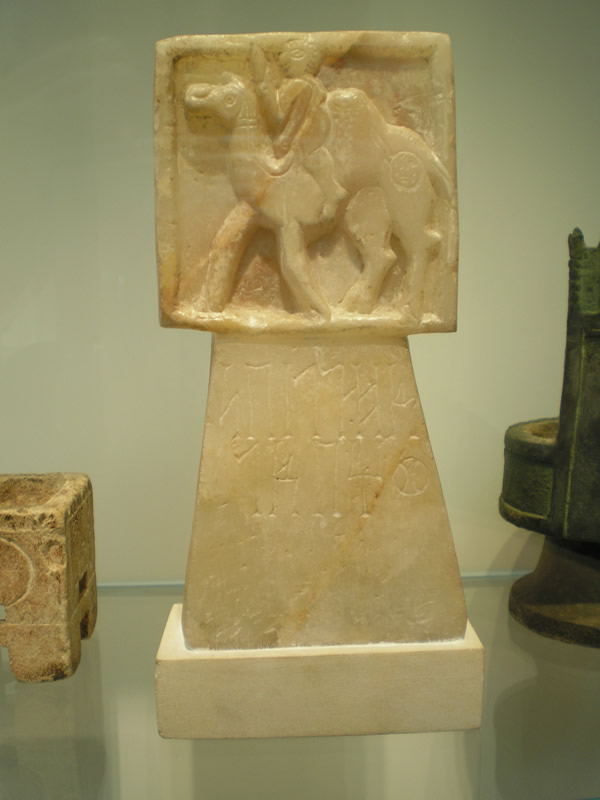
Горелка для ладана. Около III век н. э. Найдена в Шабве

Богатство и важность Шабвы заключались в позиции города, который был важным местом сбора и организации торговых караванов для пересечения великой пустыни Руб-эль-Хали. Участники караванов должны были заплатить одну десятую часть стоимости товара, которую давали жрецам городских храмов во имя главной богини Сиин (Seen) (Луна). В Шабве было 60 религиозных храмов, и город был административным и религиозным центром древнего государства Хадрамаут.
Весь годовой сбор ароматических смол население было обязано приносить в храмы Шабвы, и никому не разрешалось вывозить за пределы страны ни одного кусочка смолы. Однако попыток нарушить этот запрет, вероятно, было немало. Например, индийские купцы стремились скупать смолы на местах их сбора. Если эти нарушения получали огласку, то смертью карались продававшие смолу. Рассказывают, что, лишь после того как священник изымал десятую часть всего урожая ароматических смол «для бога», то есть в пользу государства, царь разрешал свободную продажу этого товара. Вот тогда торговцы могли покупать и продавать священный товар.
Люди приручили верблюдов около 1300 года до н. э. Верблюды были основой процветающей торговли того времени.
Из Шабвы караваны в три тысячи верблюдов, нередко растянувшись километров на тридцать, отправлялись раз или два в году, вскоре после окончания дождей. Их путь лежал через семьдесят населённых пунктов, в том числе через Мариб, Неджд, Мекку, Джидду, Медину, Петру и другие, в Газу к Средиземному морю. Такой переход продолжался в среднем не менее семидесяти дней.
Со временем торговля благовониями пришла в упадок, блеск южноаравийских городов померк. И лишь редкие караваны продолжали ходить по старым дорогам, проложенным задолго до открытия благовоний, перевозя необходимую для жизни соль. В непосредственной близости от Шабвы находятся соляные копи, такие же копи есть под Марибом. Можно полагать, что соль отсюда развозили во все районы Южной Аравии.
«Медленно и неумолимо ложился вечно движущийся песок на древние храмы и дворцы Аравии», — сообщает летописец. Однако славное прошлое не исчезло из памяти людей, оно продолжает жить в легендах и сказаниях. Мраморные плиты храмов теперь служат фундаментами глиняных хижин, а некогда плодородные, орошаемые поля превратились в пустыню.

## Интерес к древней Шабве в 1930-е годы
В Европе прослышали о том, что в далекие времена был город Шабва, и в конце 30-х годов нашего столетия начался настоящий ажиотаж вокруг исчезнувшего города в стремлении открыть тайны Шабвы.
«Тайна Шобуа — среди бедуинов Южной Аравии, в глубине царства сабеев» — эта книга вышла в Берлине в 1935 г. и принесла её автору Гансу Хельфритцу успех, хотя до сих пор неясно, действительно ли он побывал в Шабве.
В то же время англичанка Фрейя Старк отправилась к «южным воротам Аравии». Найти Шабву было её самым сокровенным желанием. «Шабва от меня, — писала она, — не далее трех дней пути, и нет таких препятствий, которые помешали бы мне приблизиться к ней, однако удар судьбы (лихорадка уложила её на больничную койку в вади Хадрамаута, откуда на самолёте её отправили в Аден. — Д. Ш.) сделал Шабву для меня недосягаемой… Лишь в мечтах бродила я по её безлюдной царственной улице».
Открытие Шабвы состоялось в 1936 г., и честь его, как полагают, принадлежит Джону Филби, человеку, который сказал про себя, что он «величайший из наследников Аравии» — слова, которые Филби велел высечь на своем надгробном камне. Сорок лет жизни он провел в Аравии, был агентом британской короны, представителем автомобильной компании Форда и нефтяной компании, а также личным советником и биографом Ибн Сауда. Филби объяснил королю, финансовое положение которого оставляло желать лучшего (в то время он ещё не имел прибылей от нефти, американцы только начинали тогда поисковые работы), что поток паломников резко сократился из-за требования Международной ассоциации здравоохранения установить карантин для всех паломников, направлявшихся в Мекку и Медину, и что это распоряжение можно обойти, если паломники будут въезжать в страну через южное побережье. Филби было поручено как можно скорее отыскать этот путь. Неожиданно для себя открыл Шабву. Он считал, однако, что Шабва — самая жалкая из всех дочерей Сабы и что там никогда не было восьмидесяти храмов. Но раскопки, которые когда-нибудь непременно начнет молодая республика, покажут, кто был прав — Филби или арабский исследователь Ахмед Фахри, который был убеждён, что никакая другая страна на Востоке не сможет внести большего вклада в раскрытие истории древнего мира, чем Йемен, когда начнутся раскопки развалин на его холмах.

## Археологические раскопки французских археологов

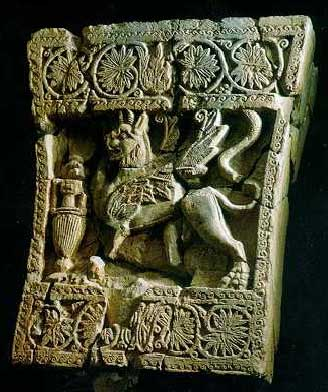
Грифон из Королевского дворца в Шабве, столице Хадрамаута, около 250 года н. э. Йемен, Национальный музей в Адене

С 1975 года в Шабве вели работу французские археологи под руководством Жаклин Пирен. Им удалось найти развалины древнего города.
В 1976—1981 раскопки проводились на юго-востоке, в районе здания 41, удалось установить стратиграфическую последовательность. Таким образом, в соответствии с радиоуглеродным датированием археологи обнаружили 14 богатых слоев с XVI века до н. э. до IV век н. э., вскоре после окончательного уничтожения города Химьяром. Поразительно, что между 3-м слоем (около 1300 года до н. э.) и 5-м слоем (после импортной керамики: VI век до н. э.) находится в одном слое, который по сравнению с урегулирования преемственность от эпохи бронзы выступая в исторический период. Расцвет Шабвы падает начиная с 4-го слоя и до 9-го слоя (VI век до н. э. по II век н. э.). В III веке н. э. Шабва была завоевана Сабой.
Многочисленные археологические раскопки команды в Шабве за всё время выявили артефакты. Некоторые из раскопанных артефактов в настоящее время находятся в городском музее, в соседнем городе Атак.
Наиболее хорошо сохранившиеся здания:
- Руины королевского дворца в восточной части города
- Часть городских стен
- Северные ворота
- Руины античных храмов

### Воссоздание внешнего облика города

Карта археологических раскопок французскими археологами в Шабва

Руины древней Шабвы состоят из внешнего и внутреннего города. Внешний город растянулся с севера на юг на расстояние не менее одного километра, а его максимальная протяжённость с востока на запад около 900 м. Расположенный на юге (внутри внешнего города) внутренний город имел протяжённость с юго-запада на северо-восток около 500 м и максимальная протяжённость с северо-запада на юго-восток — 365 м. Не менее 3,35 км внешней городской стены и около 1,53 км внутренней городской стены было уничтожено вади. Центральная часть города была расположена на площади около 0,15 км².
Внутренний город пересекался в середине главной дорогой направленной с севера на юг, начинавшейся у северо-западных ворот, крупнейшие ворота города. При въезде в город, сразу за воротами справа, находился Королевский дворец площадью 1600 м². Восточный фасад дворца смотрел на главную дорогу. Главная дорога заканчивалась у расположенного на южной окраине значительного, но плохо сохранившегося храмового комплекса. Как остальная дорожная сеть была связана с главной дорогой, ещё точно не установлено. Очевидно, остальные дороги (улицы) располагались перпендикулярно или параллельно главной дороге, но пока лишь немногие перекрёстки раскопаны археологами. Поскольку все больше пространства в непосредственной близости к дорогам и в общественных местах и садов и небольших фермах сохраняются. Большинство зданий было простой прямоугольной формы и каждый этаж имел площадь по меньшей мере около 100 м². Некоторые здания выделяются своими размерами и сложной планировкой — вероятно они были предназначены для высшего класса.
Внешний город, то есть место между двумя стенами, никогда не была до конца построена и заселена. Единственное существенное здание внешнего города Храма (строительный номер 114) это на юго-западе и ещё цитадель al-Chajar на юго-востоке.
За пределами укреплений в 1987 году здания были раскопаны несколько зданий из сырцового кирпича.